# Drulovka
Drulovka je južni del mesta Kranj, leži ob cesti Ljubljana - Kranj na desnem bregu reke Save. Naselje spada pod krajevno skupnost Orehek-Drulovka .

## Arheološko najdišče
Kraj je znan po arheološkem najdišču. Ob vstopu Save v sotesko Zarice, so na pomolu iz konglomerata Na Špiku v letih 1955 in 1956 odkrili in deloma raziskali sledove naselbine iz konca mlajše kamene dobe ter zgodnje in srednje bakrene dobe.
Številni ostanki kamenega orodja in orožja ter predvsem lončenine spadajo v t. i. alpski facies lengyelske kulture oz. v starejši horizont lasinjske kulture - 1. četritna 3. tisočletja pr. n. š. Zaščitne raziskave vzhodno od tod so leta 1987 odkrile poleg primerkov kamenega orodja in orožja še naselbinsko lončenino pozne bronaste dobe (kultura žarnih grobišč). Iz tega časa je tudi bronasta sekira iz gomile ob zahodnem robu vasi. Takrat je bila najdena tudi starokrščanska oljenka. Ob poznogotski podružnični cerkvi sv. Mihaela v vasi so bili 1956 odkriti staroslovanski grobovi (8. stoletje, karantanska faza staroslovanske kulture).